# Lessertia
Lessertia es un género de plantas con flores con 85 especies perteneciente a la familia Fabaceae.

## Especies seleccionadas
- Lessertia abbreviata
- Lessertia acanthorhachis
- Lessertia acuminata
- Lessertia affinis
- Lessertia annua
- Lessertia annularis
- Lessertia arcuata
- Lessertia argentea